# Škofija Moosonee
Škofija Moosonee je rimskokatoliška škofija s sedežem v Moosoneeju (Ontario, Kanada).

## Geografija
Škofija zajame področje 1.200.000 km² s 22.200 prebivalci, od katerih je 6.100 rimokatoličanov (27,5 % vsega prebivalstva).
Škofija se nadalje deli na 18 župnij.

## Škofje
- Jules Leguerrier (13. julij 1967-29. marec 1991)
- Vincent Cadieux (26. november 1991-danes)